# 이효재 (1924년)
이효재(李效再, 1924년 11월 14일 ~ 2020년 10월 4일)는 대한민국의 사회학자이자 여성학자이다.이효재는 이화여자대학교 사회학과 교수, 한국여성단체연합 회장 등을 역임하면서 한국 여성학의 이론을 확립하고 여러 여성단체들을 창립하고 이끌어 나가는 등 현장에서의 여성 운동을 주도했다. 호주제 폐지에도 앞장섰고, 1991년 한국정신대문제대책협의회를 설립하고 공동대표를 맡으면서 위안부 피해 여성들의 문제를 수면 위로 끌어올렸다.
1980년 반체제 지식인으로 분류돼 해직되기도 했다. 1990년 이대교수직 은퇴 후 1997년부터 제1의 고향인 경남 진해로 낙향하여 부친이 세운 경신사회복지재단 부설 사회복지연구소 소장직과 진해어린이도서관 운영위원장을 맡아 지역사회운동을 벌였다. 1997년부터 부모성 함께 쓰기 운동에 앞장섰다.
1996년 국민훈장 석류장을 받기로 확정되었으나 7월 2일 오후 언론사에 배포한 보도자료에서 "이번 포상자중에는 전두환씨를 위대한 지도자로, 5공의 대통령으로 추대했던 5공 세력의 대표적 여성인물이 포함돼 있는데 이는 고귀한 국민훈장의 명예와 권위를 실추시키는 무원칙한 선정으로 생각된다"고 수상을 거부했다.
2012년 4월 17일, 한국YWCA연합회가 제정한 제10회 한국여성지도자상 대상 수상자로 선정됐다.
이약신 목사의 딸이며 그 부친에 대한 글 <아버지 이약신 목사>를 출판하였다. 2020년 10월 4일 만95세를 일기로 사망했다.

## 학력
- 이화여자대학교 영문학 수료
- 앨라배마대학교 사회학 학사
- 컬럼비아대학교 대학원 사회학 석사
- UC 버클리 대학원 사회학 박사[5]

## 경력
- 1958~1962 이화여자대학교 조교수
- 1968 서울여자대학교 교수
- 1986~1990 이화여자대학교 사회학과 교수
- 1987~ 한겨레신문 이사[6]
- 1987 한국여성민우회 창립[7]
- 1990~1991 한국여성단체연합회 회장
- 1991 한국정신대문제대책협의회 공동대표
- 1997~1998 한국여성사회교육원 이사장
- 1997~2020 경신사회복지연구소 소장
- 1999~2020 한국여성기금추진위원회 공동위원장
- 2001~2020 한국여성단체연합후원회 공동회장

## 상훈
- 1990년: 제5회 심산상
- 2001년: 제1회 허황옥 평등상
- 2005년: 제4회 유관순상
- 2012년: 제10회 한국여성지도자상 대상

## 저서
- 《가족과 사회》 (경문사) 1976년 2월 ISBN 9788942006106
- 《영국 여성 운동사》 (종로서적) 1983년 4월
- 《분단시대의 사회학》 (한길사) 1985년 10월
- 《여성의 사회의식》 (평민사) 1985년 11월
- 《가족연구의 관점과 쟁점》 (까치) 1988년 8월
- 《한국의 여성운동》 (정우사) 1989년 12월 ISBN 9788973410125
- 《여성해방의 이론과 현실》 (창작과비평사) 1989년 12월 ISBN 9788936410247
- 《사회학》 (경문사) 1990년 1월
- 《여성노동시장이론》 (이화여자대학교출판부) 1990년 3월 ISBN 9788973002221
- 《여성과 사회》 (정우사) 1990년 7월
- 《제3세계의 도시화와 빈곤》 (한길사) 1990년 9월
- 《아버지 이약신 목사》 (정우사) 2006년 3월 ISBN 9788973410729

공저
- 《자본주의 시장경제와 혼인》 (또하나의문화) 1993년 3월

## 관련 문헌
- 박정희 (2012년 1월). 《도서관 할머니, 책 읽어 주세요: 여성운동의 큰어머니 이이효재》. 우리교육. ISBN 9788980407491.
- 강준만 (2017년 5월). 《이효재 - 한국 여성운동의 어머니 (시사만인보 113)》. 개마고원. ISBN 9788957693841.
- 박정희 (2019년 9월). 《이이효재: 대한민국 여성 운동의 살아 있는 역사》. 다산초당. ISBN 979-11306257-5-1.

## 같이 보기
- 한국정신대문제대책협의회
- 윤정옥